# The Acid Test (film, 1913)
Pour plus de détails, voir Fiche technique et Distribution.
The Acid Test est un film muet américain réalisé par E.A. Martin et sorti en 1913.

## Fiche technique
- Titre : The Acid Test
- Réalisation : E.A. Martin
- Scénario : William A. Corey
- Producteur : William Selig
- Société de production : Selig Polyscope Company
- Pays d'origine :  États-Unis
- Langue : Anglais
- Genre : Film dramatique
- Dates de sortie : 
  - États-Unis : 25 juillet 1913

## Distribution
- Herbert Rawlinson
- Adele Lane
- Eugenie Besserer
- Baby Lillian Wade
- Henry Otto
- William Hutchinson